# 金門協議

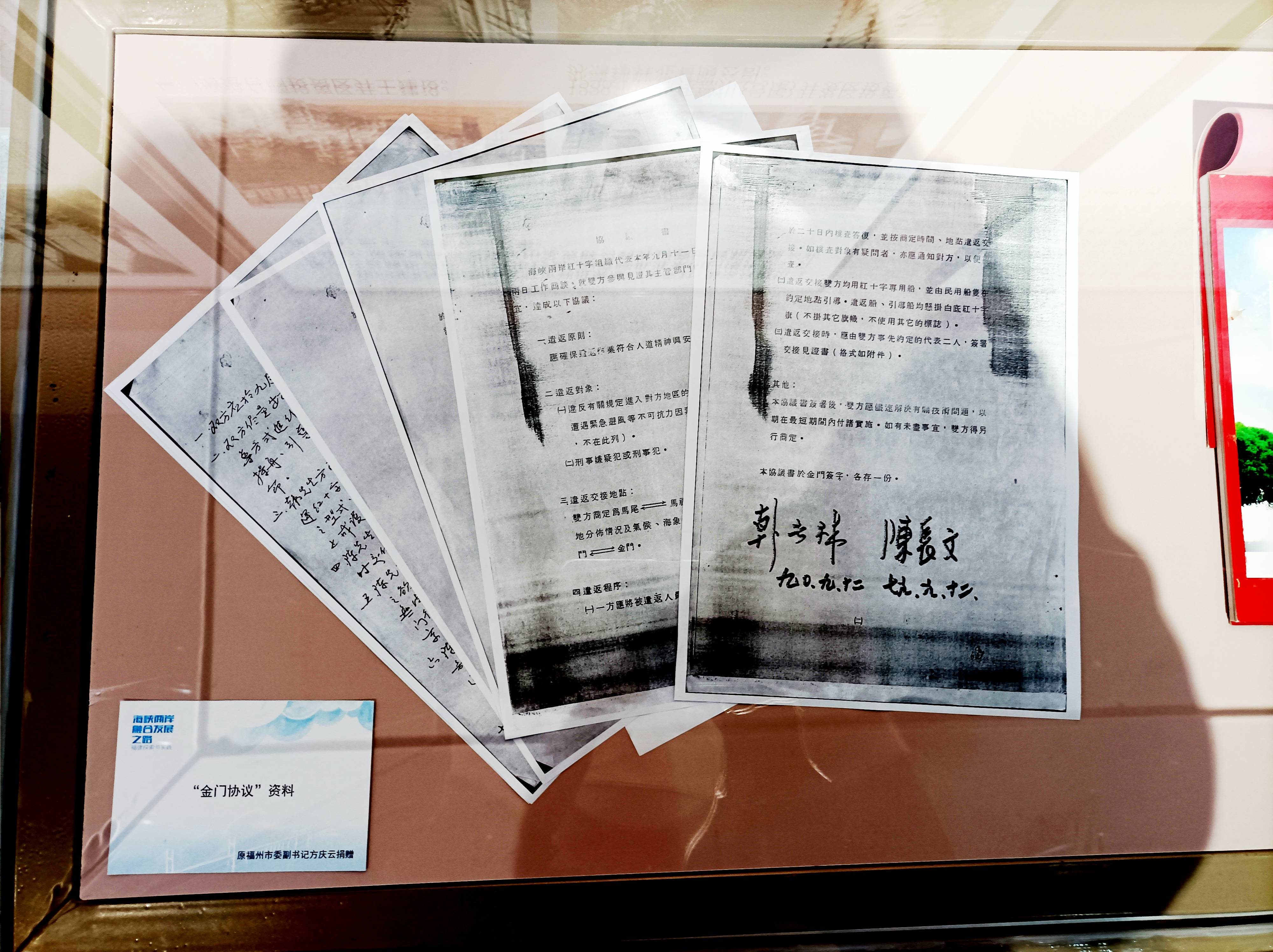
金門協議文件展品在中國閩台緣博物館

金門協議指的是中華民國的中華民國紅十字會與中華人民共和國的中國紅十字會在1990年9月11日和12日，為了解決遣返台湾海峡偷渡犯在「原船遣返」或「併船遣返」政策執行下常發生船難意外的问题，造成如1990年7、8月間的「閩平漁事件」人員傷亡的后果，基於人道原則，由雙方的紅十字會以非官方組織身份在金門簽訂的司法互助協議。其中犯罪對象針對：偷渡犯、刑事犯與刑事嫌疑犯僅限於遣返互助的合作協議，不包括調查、取證、搜索與扣押等犯罪調查部分。

## 歷史背景
在簽訂金門協議前，中華民國與中華人民共和國在面對兩岸重大罪犯遣返，需要仰賴國際刑警組織等第三方實行個案合作。

## 協議條文
一、遣返原則：
　　應確保遣返作業符合人道精神與安全便利的原則。
二、遣返對象：
　　(一)違反有關規定進入對方地區的居民（但因捕魚作業遭遇緊急避風等不可抗力因素必須暫入對方地區者，不在此列）。
　　(二)刑事嫌疑犯或刑事犯。
三、遣返交接地點：
　　雙方商定為馬尾←→馬祖，但依被遣返人員的原居地分佈情況及氣候、海象等因素，雙方得協議另擇廈門←→金門。
四、遣返程序：
　　(一)一方應將被遣返人員的有關資料通知對方，對方應於二十日內核查答復，並按商定時間、地點遣返交接，如核查對象有疑問者，亦應通知對方，以便複查。
　　(二)遣返交接雙方均用紅十字專用船，並由民用船隻在約定地點引導，遣返船、引導船均懸掛白底紅十字旗（不掛其它旗幟，不使用其它的標誌）。
　　(三)遣返交接時，應由雙方事先約定的代表二人，簽署交接見證書（格式如附件）。
五、其他：
　　本協議書簽署後，雙方應儘速解決有關技術問題，以期在最短期間內付諸實施，如有未盡事宜，雙方得另行商定。
本協議書於金門簽字，各存一份。
陳長文　七九．九．十二 韓長林　九〇．九．十二

## 執行情況
訂定台灣海峽兩岸罪犯遣返的金門協議後，實際執行情況：
- 執行金門協議雙方由中華民國的海峽交流基金會與中華人民共和國的海峽兩岸關係協會財團法人進行函送溝通再由警政單位執行。[來源請求]
- 中國大陸偷渡到台灣的偷渡犯，會藉由台灣軍警人員戒護下執行遣返回中國大陸。[來源請求]
- 中華人民共和國公安實際執行問題。在台灣請求中國大陸遣返由台灣逃亡至中國大陸的罪犯時，常有中華人民共和國公安以經費不足、旅途費時或認為台灣方提供資料不實或不足等原因無法履行金門協議，因此金門協議可執行狀況僅限於部分個案的偷渡犯，中華民國內政部警政署統計1990年到2008年底依照金門協議函請海峽兩岸關係協會共767人，實際執行遣返人數為 205 人，實際執行率約26.72%。[5]
- 由於兩岸之間歷史因素，中華人民共和國長期不承認中華民國主權，甚至不承認中華民國存在的事實，不承認中華民國在台灣之司法管轄權，對於台灣方面要求，實務上常受中華人民共和國公安部門意願與政治因素決定，因此金門協議對於刑事犯遣返僅限於個案，時常無法發揮效用。[原創研究？]

### 實際遣返案例
- 2004年9月24日在中國大陸廈門與珠海於七月落網的全台灣頭號通緝槍擊要犯薛球與陳益華，依照金門協議由中國大陸公安四十名武警全副武裝押上專門負責遣返偷渡犯的海峽號，台灣方面由刑事局副局長高政昇率領近百名霹靂特警、刑警與航警全程全程戒護押送回台。[6]

- 2016年9月12日中國大陸方面依循馬尾-馬祖路線，租用「安麒輪」並懸掛紅十字會旗幟依照台灣方面引導至馬祖南竿福澳港，移民署在馬祖南竿福澳港依照金門協議遣返包括兩名曾經在2005年台中沙鹿犯下殺害計程車司機陳錦成的8名中國大陸偷渡客，並接送3名台灣人回台。[7]

- 2017年1月11日當年首度執行金門協議，中國大陸方面依循馬尾-馬祖路線，租用「安麒輪」並懸掛紅十字會旗幟依照台灣方面引導至馬祖南竿福澳港，台灣方面由內政部移民署在馬祖南竿福澳港執行偷渡犯遣返，台灣交付中國大陸包括三名自稱民運人士的陸寧、石堅、蘇黔龍的十名中國大陸人士，中國大陸交付台灣方一名台灣偷渡犯。[8]

- 2017年5月23日執行金門協議，中國大陸方面依循馬尾-馬祖路線，租用「安麒輪」並懸掛紅十字會旗幟依照台灣方面引導至馬祖南竿福澳港，台灣方面交付包括四名在台北市鎖定中年婦女，以祈福為名義詐騙財物的祈福黨詐騙集團成員共七名中國大陸偷渡犯予陸方，四名詐騙集團在台灣已依法院判決違反入出國及移民法及加重詐欺取財罪，並易科罰金後才予以遣返。[9]

- 2017年9月27日執行金門協議，台灣方面移民署遣返五名中國大陸偷渡犯返中，其中四名為在台灣已依法院判決違反入出國及移民法及加重詐欺取財罪，並易科罰金的祈福黨詐騙集團成員。[10]

- 2018年2月27日中華民國內政部移民署執行2018年度金門協議遣返首例，台灣交付中國大陸包括一名涉嫌偽造文書與詐欺罪，並經過5個月刑期後易科罰金的祈福黨成員，另兩名情侶因在中國大陸遭家人反對後偷渡來台在金門街上由海巡人員查獲，共十名偷渡犯返中，中國大陸方面遣送在台灣犯下殺人案被法院通緝，偷渡至中國大陸潛逃30年的施姓男子回台。[11][12]

- 2022年1月5日至12日，内政部移民署分四批，将共计21名以非法途径入境的大陆籍人士遣送回大陆。[13][14]

#### 不符協議情況
- 2024年金門近海快艇翻覆事故：在2024年2月20日，2名生還者下午由晉江市紅十字會秘書長曹榮山與海巡人員陪同下坐上小三通航班返回大陸，曹榮山拒簽大陸委員會法政處長周鳴瑞拿出的遣返人員移交證書，並表示過往都是由兩方的紅十字會簽署[15]。隔日，金門紅十字會表示此事件至今未獲得任何機關授權，也未簽署過任何文件[16]。